# Andreas Gottfried Schmidt
Andreas Gottfried Schmidt (* 8. August 1794 in Thurau, Fürstentum Anhalt-Köthen; † 1851)  war ein reformierter Pfarrer in Anhalt-Köthen und Autor von Schriftsteller-Lexika.

## Leben
Andreas Gottfried Schmidt ging zunächst bei seinem Vater, dem Lehrer Johann Andreas Schmidt, in die Schule. Ab 1809 besuchte er die Hauptschule des Waisenhauses in Halle. Von 1815 bis 1817 studierte er Theologie an der Universität Halle. Währenddessen und danach war er als Lehrer tätig.
1820 wurde Schmidt Prediger in Diebzig. Seit 1824 war er Pfarrer an der reformierten Stadtkirche St. Johannis in Nienburg und seit 1829 in Prosigk.
Von 1849 bis 1851 war er möglicherweise Stellvertreter des Abgeordneten von Nienburg für den zweiten vereinigten Landtag von Anhalt-Dessau und Anhalt-Köthen.

## Schriften
Andreas Gottfried Schmidt veröffentlichte zwei Schriftsteller-Lexika sowie einige theologische Texte.
- Anhalt'sches Schriftsteller-Lexikon, Bernburg 1830 Digitalisat Digitalisat
- Gallerie deutscher pseudonymer Schriftsteller vorzüglich des letzten Jahrzehents: Ein Beitrag zur neuesten Literargeschichte, Grimma 1840 Digitalisat e